# Well Well Well (magazine)
Well Well Well est une revue française semestrielle, au format mook, créée en 2014 et qui traite de la culture lesbienne.

## Histoire
Well Well Well a été créé par Marie Kirschen, qui avait travaillé pour Têtue.com, la version féminine de Tetu.com, site du magazine LGBT Têtu. Lors du rachat de Têtu en 2013, le site est fermé. La journaliste constate un manque de médias lesbiens à ce moment : les deux publications papier sur ce thème, La Dixième Muse et Lesbia Magazine, avaient disparu peu de temps auparavant, les sites LGBT généralistes comme Tetu.com et Yagg se trouvaient mal en point, alors que le milieu lesbien souffrait toujours d'un manque de visibilité. Début 2014, Marie Kirschen rassemble un groupe de onze femmes journalistes bénévoles pour élaborer un projet de nouvelle revue lesbienne. L'expression anglaise Well Well Well est choisie comme titre à la fois en référence au titre d'une chanson du groupe de punk rock américain Le Tigre, proche des milieux militants lesbiens, et pour montrer qu'« être lesbienne, c’est bien bien bien ! »
Les fondatrices de Well Well Well rencontrent des difficultés de financement dues à la frilosité des annonceurs : certains sont réticents à l'idée d'associer leur nom et leur image au lesbianisme, d'autres ne comprennent pas le potentiel d'un tel lectorat. Le lancement du magazine est donc financé par une campagne de financement participatif qui démarre début 2014 sur la plate-forme Ulule. C'est un succès : l'objectif initial de 10 000 euros est atteint et dépassé en 15 jours ; fin mars, la campagne se termine avec plus de 17 000 euros rassemblés en un mois. Ce mode de financement et le choix du bénévolat pour les contributrices permet de réaliser un magazine sans publicité. Le premier numéro, qui compte 128 pages pour un prix de 15 euros, est commercialisé via Internet et dans les librairies en septembre 2014,. Il rencontre un franc succès au point de se trouver en rupture de stock. Le rythme de parution du magazine, prévu à l'origine pour être semestriel, est parfois irrégulier car il est le fruit d'un travail entièrement bénévole réalisé par des journalistes, graphistes, photographes, etc. professionnelles qui s'y consacrent sur leur temps libre. En novembre 2018, la revue publie son premier hors-série, vendu à un prix de 5 euros (inférieur à celui des numéros classiques) ; il est consacré aux icônes lesbiennes.

## Ligne éditoriale
Le groupe opte pour le format mook, intermédiaire entre le magazine et le livre, avec un nombre de pages plus élevé que celui d'un magazine, donc propice aux sujets longs, et choisit un rythme semestriel, orienté vers l'analyse plutôt que vers l'actualité immédiate. Le magazine s'adresse plus particulièrement aux lesbiennes parce que les gays disposent déjà de médias spécifiques, mais il traite également de bisexualité et de transidentité. Il traite de culture lesbienne, de l'histoire du mouvement lesbien et des féminismes, de sport, propose également des témoignages, des reportages, des entretiens et des portfolios. La revue met en avant, en couverture, des personnalités marquantes comme la réalisatrice Céline Sciamma dans le numéro 1, qui inclut également un texte inédit de l'écrivaine Virginie Despentes, ou la rockeuse punk JD Samson, du groupe Le Tigre, dans le numéro 3. À partir du numéro 2, la revue opte pour l'usage d'une grammaire militante non sexiste.

## Diffusion
Le premier numéro, autodiffusé, est tiré à 3 000 exemplaires.